# Ruhrstahl X-4

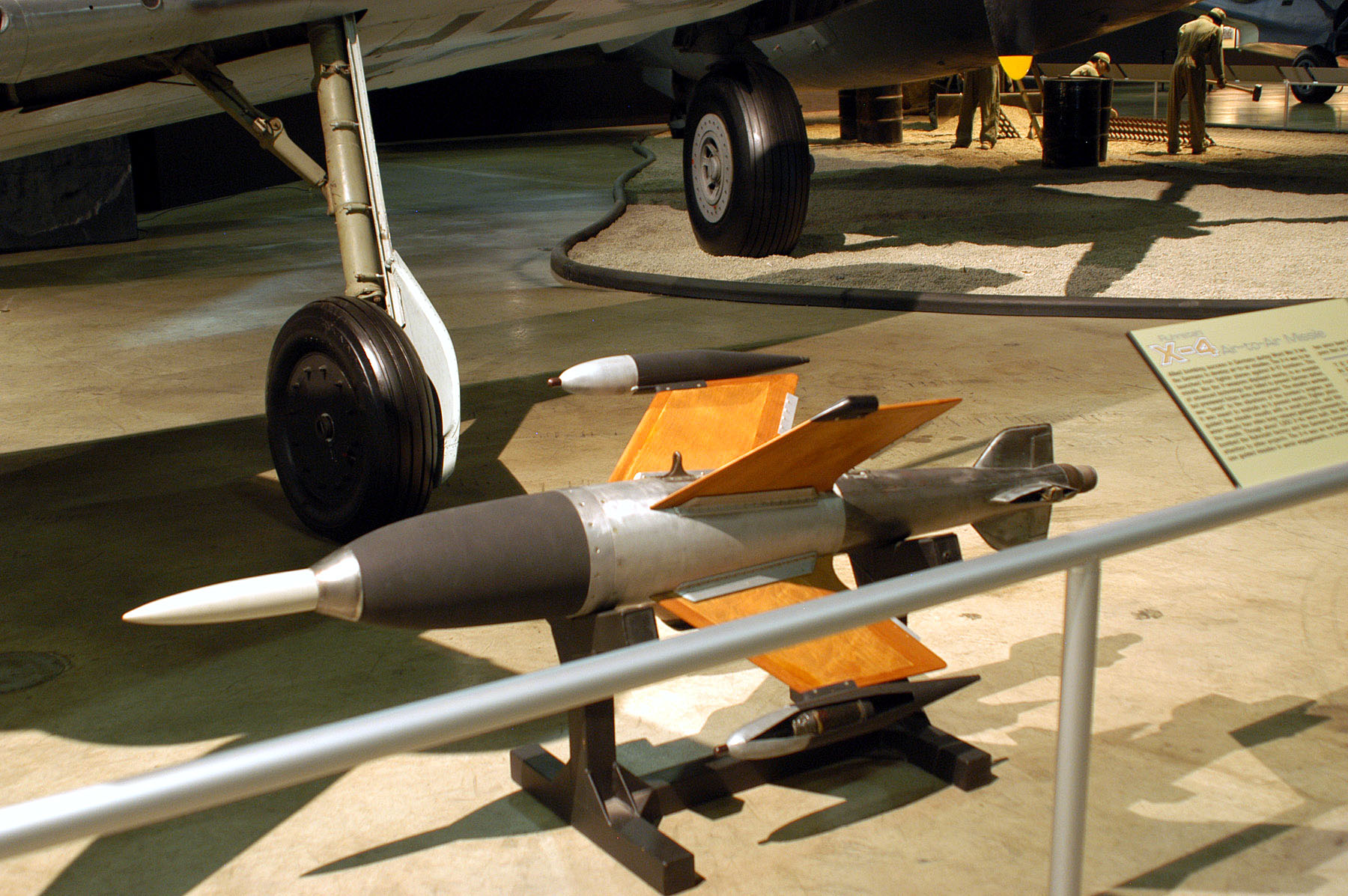
Ruhrstahl X-4 tại Bảo tàng quốc gia Không quân Hoa Kỳ.

Ruhrstahl X-4 là một loại tên lửa không đối không dẫn hướng bằng dây lệnh của Đức quốc xã trong Chiến tranh thế giới II. X-4 không được sử dụng trong chiến tranh. Sau chiến tranh X-4 lại trở thành cơ sở cho việc phát triển các loại tên lửa chống tăng thử nghiệm.

## Tính năng kỹ chiến thuật

### Tên lửa không đối không X-4
- Chức năng chính: tên lửa không đối không tần ngắn
- Động cơ: phản lực nhiên liệu lỏng BMW 109-448, có lực đẩy 30–140 kg (66–309 lb) trong thời gian 17
- Dài: 201 cm (79 in)
- Đường kính: 22 cm (8,7 in) (max)
- Sải cánh: 72,6 cm (28,6 in)
- Trọng lượng phóng: 60 kg (130 lb)
- Vận tốc: 325 m/s (1.070 ft/s)
- Đầu nổ: 20 kg (44 lb)
- Tầm bắn: 1,5 – 3,5 km
- Ngòi nổ: kiểu cận đích
- Hệ thống điều khiển: FuG 510/238 "Düsseldorf/Detmold" MCLOS

### Tên lửa chống tăng X-7
- Chức năng chính: Tên lửa chống tăng có điều khiển
- Động cơ: phản lực nhiên liệu lỏng
- Dài: 950mm
- Đường kính:150mm
- Sải cánh: 600mm
- Trọng lượng phóng: 9 kg
- Vận tốc: 245 m/s
- Đầu nổ: 2,5 kg
  - Sức xuyên phá: trên 200 mm (7,9 in) ở góc 30°
- Tầm gắn: 1.000 m
- Hệ thống điều khiển: MCLOS